# 中浜元三郎
中浜 元三郎（なかはま もとさぶろう、1923年（大正12年）2月4日 - 2012年（平成24年）6月26日）は、日本の政治家。北海道登別市長（3期）。

## 来歴
北海道幌別郡幌別村（のち幌別町→登別町、現・登別市）出身。鉄道教習所卒。国鉄に入り、その後、帰郷し、登別町役場に勤務し、観光課長、開発、総務の各部長や助役を歴任し、1979年、登別市長選挙に立候補し、現職を破って当選した。1983年に再選。1987年に三選した。翌1988年、贈収賄事件で助役が逮捕され、その責任を取って市長を辞職した。